# Espais naturals de la Regió de Múrcia
El relleu i el clima són els elements principals que han configurat els espais naturals en la Regió de Múrcia, originant importants contrastos i una gran diversitat biològica i paisatgística. D'una banda, ens trobem amb una zona litoral a la qual s'acosten les serres de Carrascoll i Almenara, amb el Mar Menor en un extrem; per un altre, una zona interior muntanyenca amb becs de 2.000 metres d'altura. A més es compta amb uns 250 quilòmetres de costa.
La protecció de les seves espais naturals és regulada per una llei d'ordenació i protecció del territori. i d'aquesta manera s'intenta evitar que la influència humana modifique completament la naturalesa. Encara que la deterioració ambiental i ecològic en la comunitat autònoma és considerable, no obstant això existeixen bastants espais que encara conserven característiques naturals valuoses.
En la regió existeixen parcs, reserves i paisatges protegits. Tant els parcs com les reserves disposen necessàriament d'una llei i un "pla d'ordenació dels recursos de la zona", que regulen els seus accessos i possibles activitats. A continuació es presenten característiques d'aquests espais atenent a la seua situació en l'interior o en el litoral.